# Lei do Sorteio
A Lei do Sorteio (n.º 1860, de 4 de janeiro de 1908) introduziu o serviço militar obrigatório para as Forças Armadas do Brasil, implantado de fato em 1916, substituindo o recrutamento forçado, o antigo “tributo de sangue”, e permitindo a constituição de uma reserva. O sorteio foi mecanismo de recrutamento de praças de 1916 a 1945, quando foi substituído pela convocação geral por classe, que é o modelo de serviço militar obrigatório existente no Brasil no século XXI. Outra lei de 1874 já havia determinado o sorteio, mas não foi aplicada pela resistência encontrada.  Também polêmica, a lei de 1908 foi uma das principais reformas militares da Primeira República e teve efeitos duradouros na relação do Exército com a política e a sociedade brasileiras. Os argumentos de seus defensores permanecem como as justificativas oficiais para o serviço militar obrigatório mais de um século depois.
A reforma do recrutamento era causa de oficiais e políticos desde o século XIX. O sistema antigo era violento, ineficiente e fora do controle do Exército. Por ser característico de um poder central fraco, era abusado pelo coronelismo. Como o serviço militar era visto como degradante, o voluntariado não bastava para preencher as fileiras e a polícia prendia a “escória da sociedade” para servir. Os reformistas viam o sorteio militar como a forma mais moderna e racional de recrutamento. Sua referência era a Europa, onde desde a Guerra Franco-Prussiana (1870–1871) os Estados tinham corpos permanentes de oficiais (e alguns praças) e variáveis de praças; os jovens serviam por curtos períodos como soldados e seguiam a uma crescente reserva, que poderia ser rapidamente mobilizada durante uma guerra. Como em tese todas as classes deveriam participar, os exércitos seriam a “nação em armas” e a “escola da nacionalidade”, conferindo unidade nacional.
Uma proposta de 1906, elaborada pelo deputado Alcindo Guanabara, foi enfim aprovada em 1908, com apoio entre os oficiais, a classe média urbana e a gestão do marechal Hermes da Fonseca no Ministério da Guerra. Para os militares que discutiam a reforma do Exército e seu fraco desempenho nas campanhas, havia motivos nítidos — preencher os claros no efetivo, formar reservas e não ficar para trás de países como Argentina e Chile, que já haviam implantado o serviço militar obrigatório a partir de 1900. Intelectuais como Olavo Bilac eram mais ambiciosos, vendo nele o nivelamento social e a disciplina e educação das massas, uma “missão civilizadora” a ser conduzida pelos oficiais. A lei foi controversa, sendo oposta por vários ângulos ideológicos e tanto nas grandes cidades quanto no interior.  O movimento operário, em especial, fez oposição antimilitarista. A oposição popular, os cortes orçamentários e a perda de interesse da elite civil fizeram com que o sorteio não fosse aplicado de imediato.
Somente a repercussão da Primeira Guerra Mundial e uma campanha de relações públicas, com palestras de Olavo Bilac, deu novo fôlego à lei, e o primeiro sorteio foi realizado em dezembro de 1916. Sua implementação estava associada à criação dos Tiros de Guerra, que eram alternativa ao serviço convencional, à reorganização da ordem de batalha, construção de quartéis, suavização da disciplina, extinção da Guarda Nacional e outras transformações. Nas décadas seguintes, o sorteio sofreu com limitações administrativas e a insubmissão — milhares eram sorteados anualmente, mas por anos seguidos a maioria dos convocados não comparecia. A insubmissão só foi resolvida com medidas punitivas, exigindo o certificado de alistamento. Contrariamente às expectativas dos defensores da lei, não houve nivelamento social, e as baixas patentes militares continuaram ocupadas pela classe baixa. Ainda assim, o sorteio teve sucesso em captar recrutas, sua seleção tornou-se mais criteriosa e lentamente a reputação dos soldados melhorou. O efetivo do Exército cresceu de 18 mil em 1915 a 93 mil em 1940, gradativamente fortalecendo o poder central contra as oligarquias locais. O Exército alcançou toda a sociedade e teve maior capacidade de difundir sua visão de mundo. A Marinha e a Força Aérea Brasileira (criada em 1941) aproveitaram-se menos dessa instituição.

## Antecedentes

### Recrutamento forçado

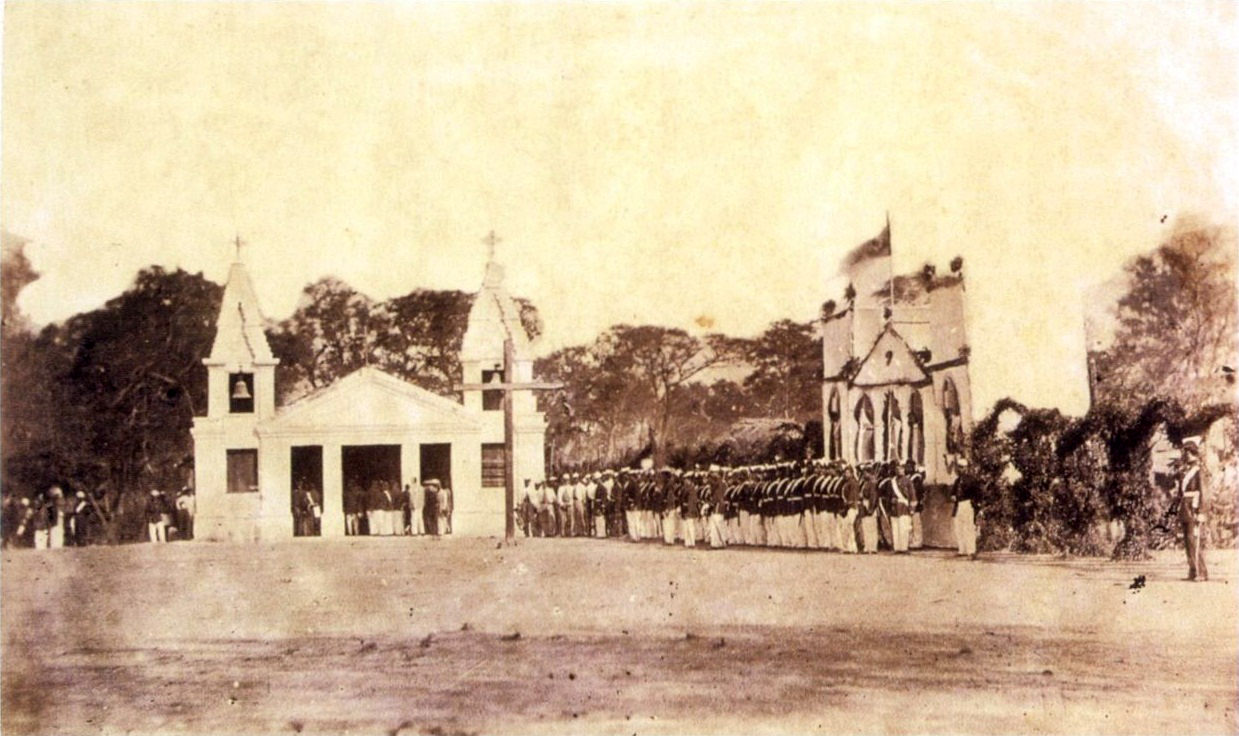
Soldados no Rio Grande do Sul antes de seguirem à Guerra do Paraguai em 1865

O Exército traça os primórdios do atual serviço militar obrigatório a leis criadas nas capitanias hereditárias no século XVI, mas o que existia no Brasil Colônia era uma mistura do recrutamento forçado com o sistema feudal de milícias. No início, além das tropas vindas de Portugal, esperava-se dos colonos que organizassem suas próprias defesas. Além da tropa paga, de primeira linha, na qual serviam brasileiros e portugueses, havia uma segunda linha de milícias, armada por conta própria e convocada em determinadas situações, e uma terceira linha de ordenanças, com o resto dos habitantes capazes de empunhar armas. As milícias e ordenanças foram substituídas após a Independência pela Guarda Nacional. O serviço na Guarda Nacional era obrigatório entre os cidadãos, isto é, os que votavam e tinham posses, e ela representava a classe alta, ao contrário do Exército, onde o serviço não era obrigatório.
Os praças eram incorporados por voluntariado e, como ele era insuficiente para preencher o efetivo, por recrutamento forçado. A “caçada humana” era um processo violento, temido pela população, capaz de pôr trabalhadores em fuga e prejudicar economias locais; ainda assim, captava poucos recrutas. O Estado tinha burocracia fraca e o recrutamento vivia sob a influência dos poderes locais, com pouco controle do Exército. Nas eleições, o recrutamento era instrumento contra opositores. O serviço militar era considerado um castigo, com disciplina dura e baixa remuneração, e os soldados, tidos como a “escória” da sociedade. Ainda assim, um precário equilíbrio social mantinha o recrutamento sob limites. Isenções legais e uma rede de proteção pelo clientelismo isolavam os chamados pobres honrados, trabalhadores protegidos pelos mandões locais. O serviço recaía para a parcela considerada improdutiva da sociedade e merecedora do castigo na moralidade popular. Por mais violento e ineficiente que fosse, o arranjo era aceito o suficiente para que a primeira tentativa de o substituir pelo serviço militar obrigatório, em 1874, fosse derrotada pela resistência popular dos rasga-listas.
No início da República, permanecia o padrão de recrutamento do Império. Todo praça era teoricamente “voluntário”, mas era comum as polícias estaduais prenderem nas ruas a “escória da sociedade”, que seguia aos quartéis do Exército e Marinha. O código penal de 1890 punia a “vagabundagem”, “capoeiragem” e “mendicância” com a prisão por alguns dias, nos quais os presos se comprometiam a alguma ocupação, como a carreira militar. Na Marinha, além do recrutamento forçado e alistamento de voluntários, havia as  Escolas de Aprendizes-Marinheiros. Conforme o oficial Estevão Leitão de Carvalho, em 1913 as principais fontes de recrutamento do Exército eram os refugiados da seca no Nordeste, criminosos, desempregados e inaptos para o trabalho, uma “seleção invertida”. Os soldados eram malvistos, e nos quartéis as violências e bebedeiras eram rotina. O tratamento e a higiene eram péssimos. Os oficiais mantinham a disciplina pelo castigo corporal. Na Marinha, isso resultou na Revolta da Chibata de 1910.

### Esgotamento do modelo

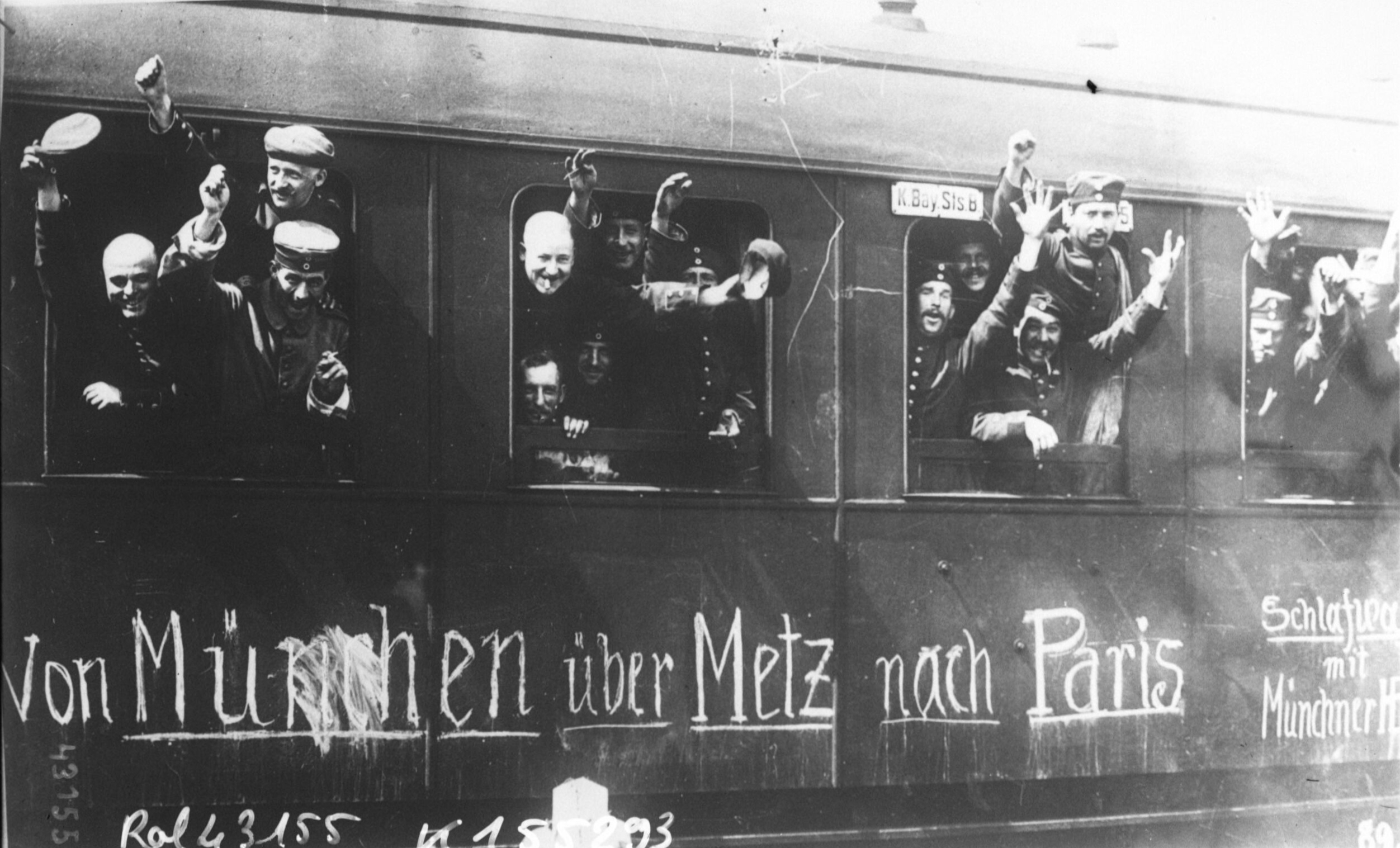
Modelo europeu: mobilização de reservistas pela rede ferroviária

Os marcos legais do recrutamento eram o Regime de Ordenanças de 1570, Alvará Régio de 1764 e Instruções de 10 de julho de 1822. Os oficiais desejavam a reforma do recrutamento desde os anos 1840, e legisladores tinham retórica contrária ao sistema vigente, mas até a década de 1870 não houve reforma. Um primeiro projeto de lei do sorteio foi apresentado em 1827. Em 1834–1835, a proposta do sorteio foi emendada até virar apenas um conjunto de benesses para os voluntários. Projetos de reforma do recrutamento foram abortados em 1831, 1839, 1845, 1850, 1858, 1863 e 1866. Reformas parciais ocorreram em 1842, 1845, 1847 e 1850, sem resolver o recrutamento forçado.
O recrutamento forçado era distante do ideal europeu ao qual as elites brasileiras aspiravam. O serviço militar obrigatório era pilar dos exércitos europeus desde a Revolução Francesa, e inspirada nela, a Constituição de 1824 encarregava todos da defesa do Estado. Após a Guerra Franco-Prussiana (1870–1871) os países europeus, à exceção do Reino Unido, adotaram o modelo da conscrição geral, serviço por 1–3 anos e reserva mobilizável em tempo de guerra, inspirados na Prússia, cujo sistema de conscrição foi considerado essencial à sua vitória. Os Estados-nação realizavam reformas estruturais, cada qual controlando cada vez mais suas populações. Seus exércitos cresceram na “paz armada” das décadas seguintes, fundamentados nas crescentes alfabetização, industrialização e malhas ferroviárias. O serviço militar obrigatório seria também forma de incutir a ideia de nação, uma “escola da nacionalidade” para homens de todas as origens sociais, tornando-os cidadãos dóceis e fiéis da religião cívica do patriotismo.
Já o Brasil tinha uma economia e sociedade pré-industriais, com Estado quase inexistente para a maioria da população, mas a jovem oficialidade exigia a mudança. Não havia reserva, e era difícil expandir rapidamente o efetivo em tempo de necessidade. A escassez de efetivos era problema crônico, e os oficiais desejavam mão-de-obra de melhor qualidade. A Guerra do Paraguai evidenciou o esgotamento do modelo. A demanda muito maior sobrecarregou o arranjo social do recrutamento, e a condução da guerra foi atrasada devido à ineficiência da mobilização.

### Tentativa de reforma de 1874

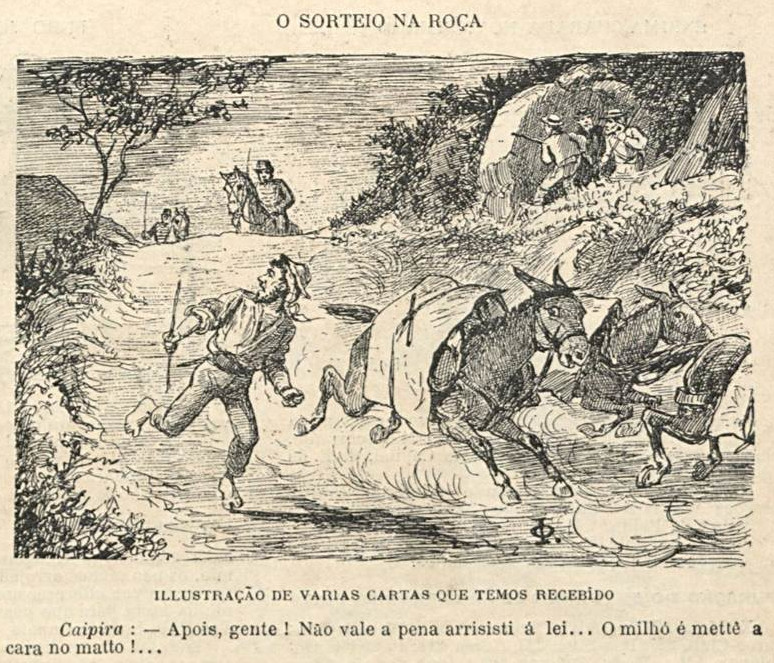
Ilustração na revista O Malho, em 1908, sobre a resistência ao serviço militar pela população rural

A reforma do serviço militar foi novamente discutida a partir de 1866. O consenso era pelo fim do recrutamento forçado. Em seu lugar, a Europa oferecia três modelos: no Reino Unido, o voluntariado por dez anos, complementado por milícias, na Prússia, a conscrição de todos os homens elegíveis por tempo curto, seguido do alistamento em uma reserva, e na França, o sorteio de alguns homens para sete anos de serviço. Os parlamentares não aceitavam o que denominavam conscrição, o recrutamento de classes inteiras, como na Prússia. Alguns do Partido Liberal defendiam o voluntariado, enquanto outros do Partido Conservador, associados a parte do alto oficialato, queriam o modelo francês. O sorteio venceu e foi transformado em lei em 1874. Ele lembrava mais a legislação francesa de 1818 e 1832, com extensas isenções, do que o serviço militar universal implantado na França após a derrota contra a Prússia.
A nova legislação era a lei 2.556, de 26 de setembro de 1874, e o decreto 5.881, de 17 de fevereiro de 1875. Era uma de várias reformas modernizantes do Gabinete Rio Branco. Se faltassem voluntários, o primeiro sorteio convocaria homens livres de 19 a 30 anos para seis anos de serviço. As loterias seguintes, realizadas anualmente, escolheriam entre os homens de 19 anos. Os ricos teriam como escapes a substituição pessoal ou pecuniária (em tempo de paz) e as isenções. Ainda assim, o número de isenções diminuiu. Para tornar o serviço mais atrativo, a disciplina e as distinções hierárquicas foram suavizadas. Vista pelos reformistas como um avanço institucional, a lei deveria distribuir o encargo militar de forma mais racional e igualitária através de um sorteio cego. Ela deveria acabar com os abusos do recrutamento forçado, aumentar a qualidade dos recrutas, tornar o serviço militar um dever honrado e implantar um sistema moderno de reserva.
Para a surpresa de seus realizadores, houve oposição em quase todas as classes sociais. A igualdade do sorteio não era vista como justa pelos trabalhadores beneficiados pela proteção de patronos, e não se confiava nos realizadores do sorteio.  Se para os pobres a lei endurecia o encargo, para os proprietários de terras ela acirrava a competição com os militares pelo acesso aos trabalhadores. Em 1875, quando deveriam começar os trabalhos do alistamento, eles foram interrompidos por multidões de “rasga-listas” em dez províncias do Sudeste e Nordeste. A revolta teve caráter camponês, apoio de elites locais e destacada participação feminina, com as mulheres defendendo seus companheiros e famílias; a nova lei não incluía a tradicional isenção aos homens casados. O Estado recuou, adiando indefinidamente o sorteio, e o status quo do recrutamento forçado foi mantido.

## Lei de 1908

### Contexto da aprovação

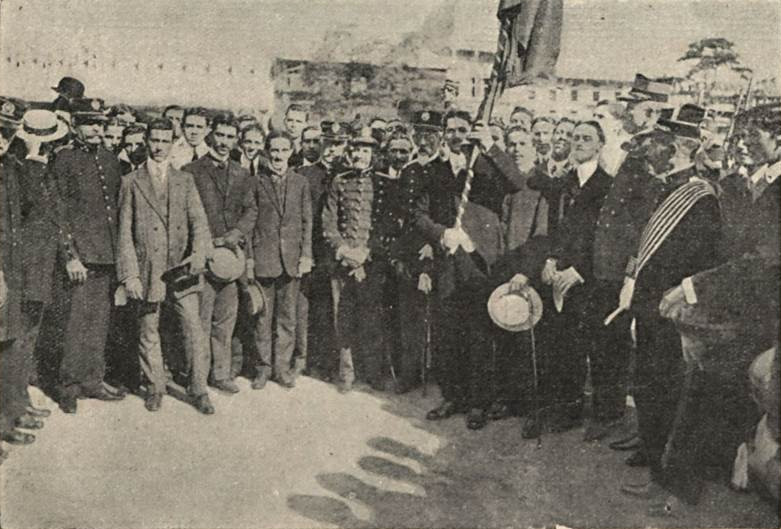
Hermes da Fonseca, ao centro, com voluntários acadêmicos em 1908. Davam-se vivas à lei do sorteio.

A ideologia militar após a Proclamação da República em 1889 era do Exército como o “povo armado”. A Constituição de 1891 determinou que os soldados do Exército e Marinha seriam voluntários, ou, na sua falta, sorteados. Assim, estava determinada a obrigatoriedade do serviço militar, mas sua aplicação não havia sido regulamentada. O Alto Comando via o serviço militar obrigatório como indispensável e a cada ano os relatórios do Ministério da Guerra enfatizavam sua necessidade. Ele apareceria entre as reformas militares discutidas no início do século por grupos de oficiais como os Jovens Turcos e realizadas nas gestões de ministros da Guerra como Hermes da Fonseca (1906–1909). As reformas eram possibilitadas pela consolidação interna da República, o mau desempenho em campanhas como Canudos e as tensões internacionais. Além da Questão Acriana, havia a rivalidade com a Argentina, cujas relações com o Brasil deterioravam desde 1904. Os dois países estavam numa corrida armamentista naval e a retórica armamentista era divulgada nas suas imprensas. A possibilidade de guerra era levada a sério em 1908.
Em 1906 o deputado federal Alcindo Guanabara apresentou um novo projeto de lei do sorteio. Alguns parlamentares questionaram sua constitucionalidade, mas 15 meses depois, em 4 de janeiro de 1908, ele foi aprovado. Juntas de alistamento nos municípios anualmente recenseariam todos os homens de 20 a 28 anos de idade. Os sorteios seriam anuais. Levas anuais de recrutas seriam transformados em soldados e transferidos à reserva. Os elementos permanentes do Exército seriam habilitados para instruir esse fluxo contínuo, preparando a nação para as guerras futuras.
As reformas de Hermes giravam ao redor do serviço militar obrigatório. Ele era necessário para a nova organização divisionária que se pretendia criar. Os distritos militares em que o território nacional estava dividido foram substituídos por treze regiões de inspeção permanente, responsáveis por preencher o efetivo. Tanto os distritos quanto as regiões corresponderiam a divisões de exército. Somente na “Reforma Hermes”, em 1908, o Exército passava a ter grandes unidades permanentes, como as brigadas; sua estrutura até então era rudimentar.
As chamadas linhas de tiro, precursores dos Tiros de Guerra, divulgaram o projeto e foram um propulsor para sua aprovação. Consideradas mais agradáveis do que a caserna pelos civis, seriam uma reserva para o Exército, onde jovens receberiam treinamento paramilitar para as armas e a disciplina. Era uma alternativa de serviço militar em organizações diversas das tradicionais. Em 1906, instituições de tiro ao alvo já existentes foram reunidas na Confederação Brasileira de Tiro. As linhas de tiro eram elitistas, e estavam dispensados do sorteio atiradores dos Tiros de Guerra, participantes voluntários em manobras do Exército estudantes de escolas com treinamento militar. Os Tiros foram assim forma das classes média e alta não servirem na tropa. A reunião de dez clubes de tiro do Distrito Federal em 1908 constituiu a primeira reserva organizada do Exército. 300 voluntários de manobras foram incorporados, alguns da alta sociedade. No mesmo ano, um primeiro colégio civil adotou a instrução militar. O interesse numa reserva também fui um dos motivos dos esforços do Exército para controlar as Forças Públicas  (os “pequenos exércitos” estaduais) e a Guarda Nacional.

### Fracasso inicial

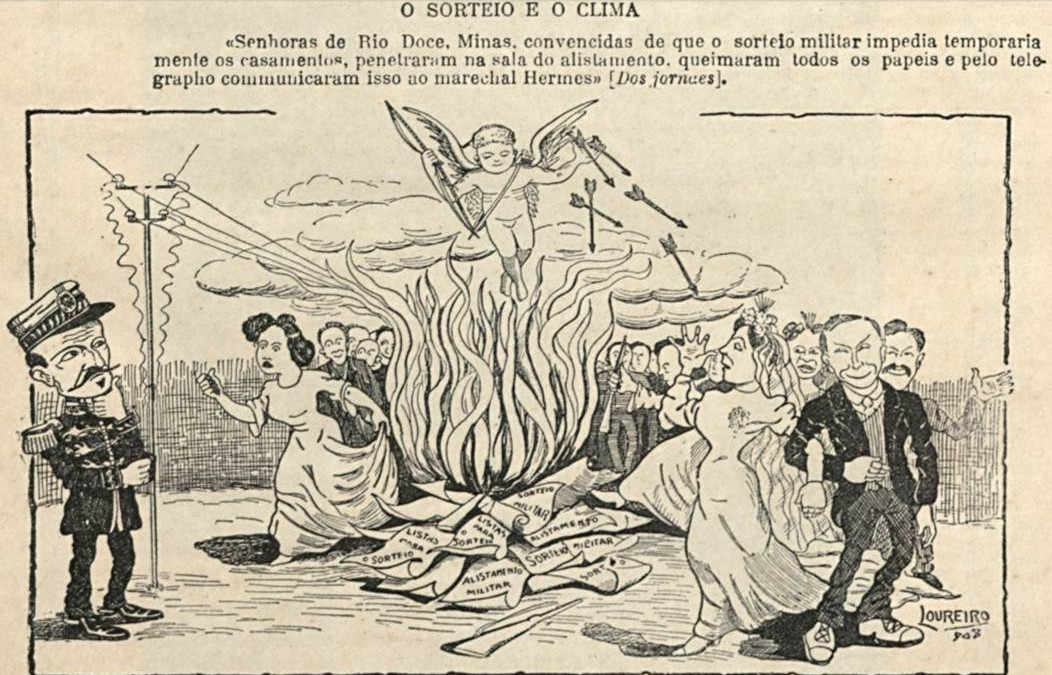
Ataque aos papéis do alistamento por mulheres no interior de Minas Gerais em O Malho

Pressão governamental e apoio entusiasmado da classe média permitiram a aprovação da lei. A classe média urbana, que compunha o corpo de oficiais e tinha cada vez mais semelhança de ideias, pretendia fortalecer o Exército contra o coronelismo. O entusiasmo não era unânime. Apoiada por oficiais, intelectuais e capitalistas, a lei era indesejada entre operários. O serviço militar era até então comparado à escravidão e as baixas patentes não eram valorizadas, embora a lei procurasse alterar esse conceito. O clima de euforia nacionalista não foi compartilhado por toda a sociedade. Manifestações de oposição ocorreram tanto nas cidades grandes quanto no interior. Em Minas Gerais, estado forte e avesso ao serviço militar, a primeira tentativa de alistamento em 1908 teve reações violentas. Em Sacramento, 200 mulheres destruíram os registros do alistamento; outro ataque ocorreu em Uberaba. Em Mar de Espanha e Carangola, membros das juntas foram assassinados. Em Vila da Abadia houve fuga em massa da população. Ocorreram vários outros incidentes de resistência.
Após a aprovação da lei, cortes orçamentários reduziram o efetivo do Exército a um nível preenchido apenas com voluntários, e não houve sorteio. Juntas de alistamento foram implantadas para o futuro sorteio, mas lentamente. Em Minas Gerais, apenas dez dos 178 municípios tinham juntas em 1912. Com listas incompletas, não foi possível sortear. Com a candidatura do marechal Hermes da Fonseca na eleição presidencial de 1910 e a oposição da campanha civilista, o entusiasmo da elite civil pelo sorteio diminuiu. A lei do sorteio era associada ao marechal. Hermes venceu, mas em seu mandato (1910–1914) a Política das Salvações desacreditou o Exército, atrasando mais ainda o serviço militar obrigatório. Um surto inicial de entusiasmo pelas sociedades de tiro foi perdido com a não aplicação da lei, e o número de sócios só voltou a crescer após 1916. A demanda de pessoal continuou atendida pelo voluntariado e recrutamento forçado até 1916.

## As controvérsias da lei

### Apoio

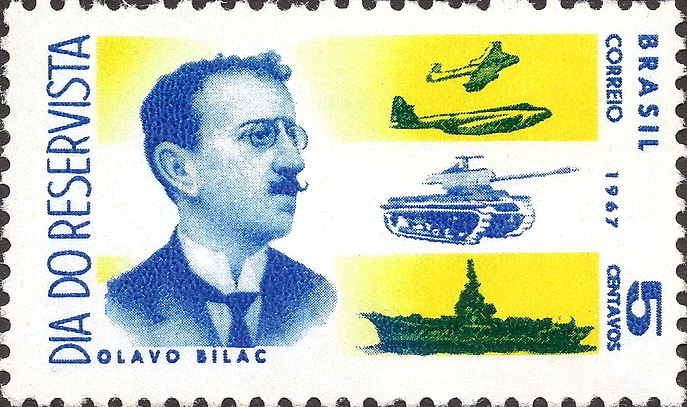
Selo de 1967 comemorando a contribuição de Olavo Bilac ao serviço militar obrigatório

O consenso dos oficiais sobre a lei era que deveria preencher os claros no efetivo, generalizar a instrução militar e formar uma reserva mobilizável. Os exércitos de toda a região se modernizavam, e oficiais brasileiros olhavam com preocupação para o atraso de seu país. Chile e Argentina já haviam adotado o serviço militar obrigatório, respectivamente em 1900 e 1901. No mesmo período (1900–1912) ele também foi adotado pelo Equador, Colômbia, Bolívia e Peru. Na Marinha o problema dos claros no efetivo já havia sido remediado com os instrumentos antigos; houve escassez de praças até o final da década de 1900, mas em 1914 94% do efetivo do Corpo de Marinheiros Nacionais estava preenchido.
Enquanto a utilidade bélica do serviço militar obrigatório era clara, as perspectivas ideológicas sobre ele eram diversas, e os intelectuais eram mais ambiciosos do que os oficiais. Ele era associado à concepção contemporânea de modernidade e racionalidade, transformando a nação nos moldes dos países considerados mais adiantados; “um exemplo, uma referência para as vanguardas letradas da época, um símbolo de modernidade, civilização e progresso”. Dirigentes civis e militares republicanos viam-se na possibilidade de modernizar o aparelho burocrático e romper os clientelismos locais que dificultavam o recrutamento. Esses poderes locais (o coronelismo rural) intimidavam eleitores com a ameaça do recrutamento forçado, e assim, eram contrários ao serviço militar obrigatório.
Intelectuais, notavelmente Olavo Bilac, viam um potencial educativo e disciplinador do serviço militar obrigatório sobre as massas. As Forças Armadas serviriam de alternativa ao sistema educacional, de alcance limitado, na transformação da população, que viam como ignorante, manipulada e desprovida de um senso de nacionalidade. Os recrutas sairiam da caserna como cidadãos incutidos com os valores dos intelectuais. Essa “missão civilizadora” seria conduzida pelos oficiais, que se tornariam “sacerdotes de civismo”, professores dos soldados–alunos. Bilac ressaltava que a militarização seria contra um invasor externo, e não ofensiva,  e o “cidadão soldado” seria um civil militarizado e não um integrante de uma casta militar interferindo na política. O alcance do sorteio seria universal, dando um senso de civismo e unidade nacional aos caboclos interioranos e filhos de ex-escravos e imigrantes. Assim, ele seria uma forma de consolidar o Estado-nação brasileiro. Se, por um lado, o efeito disciplinador seria para a classe baixa, esperava-se também o serviço das classes média e alta, e Bilac chegou a escandalizá-las com sua insistência na aplicação imediata da lei. Durante a discussão do projeto, Alcindo Guanabara discursou que o sorteio seria para todas as classes sociais, e a oposição vinha da burguesia que não queria o serviço de seus filhos. Para ele, “o novo Exército não será uma prisão, um lugar de torturas, não será uma sucursal do Inferno dantesco”.
Para Olavo Bilac,

 Que é o serviço militar generalizado? É o triunfo completo da democracia; o nivelamento das classes, a escola da ordem, da disciplina, da coesão; o laboratório da dignidade própria e do patriotismo. É a instrução primária obrigatória; é a educação cívica obrigatória; é o asseio obrigatório, a higiene obrigatória, a regeneração muscular e psíquica obrigatória.

### Críticas

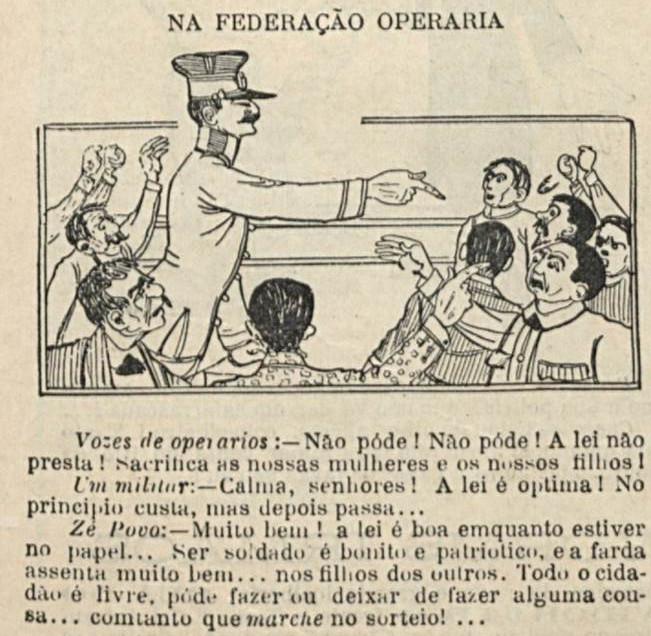
A oposição dos operários: "a farda assenta muito bem... nos filhos dos outros"

Além de Olavo Bilac, outro intelectual era influente para os militares: Alberto Torres, que era contrário ao serviço militar obrigatório. Para ele o treinamento militar não transmitiria virtudes cívicas; os soldados só seriam virtuosos se já o fossem anteriormente; “o caráter cívico, a moralidade, os sentimentos de altruísmo e de simpatia só encontraram na caserna, até hoje, adulteração. O bom soldado leva-os de casa e da praça pública para o quartel. O quartel, não podendo criar tais qualidades, não chega também, por isso, a fazer bons soldados para o nosso tempo: faz pretorianos (...)” Em vez disso, o serviço militar obrigatório seria antidemocrático, transformando os oficiais permanentes numa casta acima do povo e engajada na política. Como ruralista, Torres considerava uma milícia cívica, ou seja, a Guarda Nacional, como a alternativa mais democrática.
Os jornais Correio da Manhã, O Século e Gazeta de Notícias chamaram a lei de belicosa e antiindividualista. A revista O Malho publicou inúmeras críticas e ironias. Para a Associação dos Empregados no Comércio do Rio de Janeiro (AECRJ), a lei feria os princípios liberais e a liberdade do indivíduo diante do Estado e desorganizava as classes produtoras. O Apostolado Positivista do Brasil, com base nas teorias de Augusto Comte, não via futuro para a militarização na evolução social. O discurso cívico de Bilac e seus apoiadores foi satirizado pelo poeta popular Leandro Gomes de Barros. Conforme seu poema O sorteio militar, de 1906, todos seriam selecionados — padres, idosos, cegos, mutilados, loucos e até defuntos — mas não os doutores.
A principal oposição ao sorteio veio do movimento operário. O Primeiro Congresso Operário Brasileiro, em 1906, já havia aprovado uma resolução antimilitarista. A recepção à nova lei foi hostil em 1908; para os representantes operários, entre eles líderes anarquistas, o militarismo e a guerra só eram de interesse dos patrões. A Confederação Operária Brasileira tinha um discurso antimilitarista e anticapitalista nas suas manifestações e em seu jornal A Voz do Trabalhador, clamando pela resistência à lei. Em janeiro de 1908 foi fundada a Liga Antimilitarista Brasileira. Segundo seu programa, o Exército “serve para manter o operariado no seu lugar, e serve como fura-greve”, “representa um passado bárbaro, e por isto se contrapõe aos ideais de liberdade individual, liberdade de escolha de profissões e respeito à pessoa”; “A Pátria, em nome da qual se cria o Exército para defendê-la, não representa os interesses de todos os cidadãos, mas apenas dos capitalistas”, e o sorteio “é a volta da escravidão e é inconstitucional”. A oposição anarquista à lei era internacionalista; os antimilitaristas brasileiros estavam articulados com movimentos semelhantes na Argentina, ambos opostos à conscrição e à guerra entre os dois países. Em 1915 foi realizado no Rio de Janeiro o Congresso Internacional da Paz. Reprimido pelas autoridades, o movimento operário não conseguiu impedir a implementação da lei.

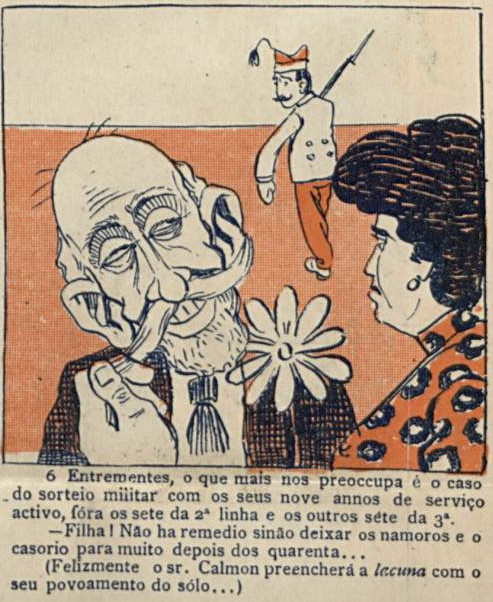
Para as mulheres, "não há remédio senão deixar os namoros e o casório para muito depois dos quarenta"

Uma das controvérsias centrais, levantada primeiro pelos operários, foi o efeito do serviço militar obrigatório na família. Para os opositores, os homens não conseguiriam constituir família e as mães perderiam seus filhos ao ambiente degradante da caserna; o manifesto da Liga Antimilitarista alertava as senhoras que as Forças Armadas eram redutos de criminosos e seus filhos seriam tratados igual a eles. Os defensores reagiram descrevendo a caserna como uma extensão da família. Para muitos homens brasileiros, o serviço militar representava não a virilidade, mas uma ameaça à sua masculinidade. No humor negro da época, os sorteados apareciam como cornos. Tal como a vacinação obrigatória, que havia resultado na Revolta da Vacina em 1904, o serviço militar obrigatório era visto como uma violação da privacidade doméstica. Em ambos os casos, os oponentes do Estado eram parecidos — sindicalistas, jacobinos (republicanos radicais), positivistas ortodoxos, monarquistas e alguns políticos influentes. Por sua vez, os defensores do sorteio usavam a retórica da higiene, o que foi persuasivo, pois a profilaxia estava erradicando a febre amarela, varíola e outras doenças nas cidades.
Outro ponto, levantado pela AECRJ e a Liga Antimilitarista, era que o encargo privilegiaria os imigrantes sobre os brasileiros no mercado de trabalho. Porém, o grande número de imigrantes nas fábricas impulsionava justamente os sindicatos e ligas contrários ao serviço militar obrigatório. Já para seus defensores, os filhos dos imigrantes seriam um dos grupos a ser integrados à comunidade nacional pelo serviço.

## O primeiro sorteio

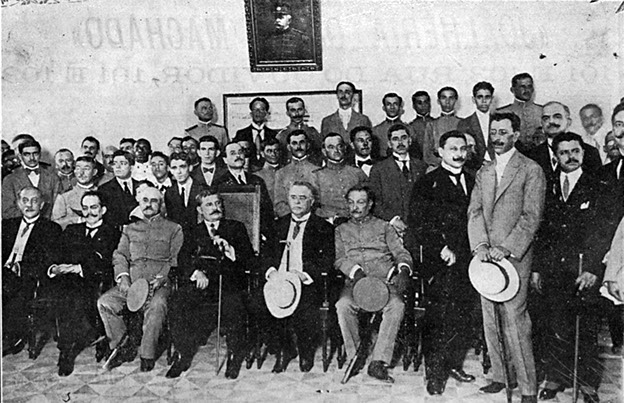
Autoridades no primeiro sorteio em 1916. Venceslau Brás é o quarto da esquerda para a direita.

O advento da Primeira Guerra Mundial (1914–1918), com a imensa mobilização material e destruição sofridas pelos beligerantes, impressionou observadores brasileiros e motivou a discussão sobre a defesa nacional, inclusive dando novo fôlego ao esforço para implantar a Lei do Sorteio. Na era da guerra total, na qual as populações inteiras estavam mobilizadas, o modelo brasileiro estava obsoleto.
A formação de uma reserva era causa compartilhada pelos oficiais editores do periódico A Defesa Nacional e o general José Caetano de Faria, ministro da Guerra em 1914–1918. Em sua reforma da ordem de batalha, ele substituiu as brigadas da Reforma Hermes por divisões de exército capazes de incorporar reservistas sem a criação de novas unidades. Por ideia do Alto Comando, foi lançada uma campanha de relações públicas a favor do sorteio, com apoio do presidente Venceslau Brás e Olavo Bilac como porta-voz. Em seu “apostolado nacionalista” de 1915 a 1916, Bilac palestrou a estudantes, intelectuais e militares em São Paulo, Rio de Janeiro,  Porto Alegre, Curitiba e Belo Horizonte. Ele juntou-se a outros intelectuais e a militares e empresários na Liga da Defesa Nacional, que formulou e disseminou uma ideologia de defesa nacional. O interesse comum era a modernização conservadora do Estado brasileiro pela centralização política, serviço militar obrigatório e instrução primária.
O sorteio continuava a receber críticas no Congresso, e o general Gabino Besouro foi destituído de seus comandos na 5ª Região Militar e 3ª Divisão de Exército, no Rio de Janeiro, por declarar publicamente que o sorteio era ilegal e o Exército não teria como receber a avalanche de conscritos. Por outro lado, a população estava mais preocupada com a saúde pública e a assimilação dos imigrantes, temas associados ao serviço militar obrigatório. Opositores políticos não eram mais obstrução: o senador Rui Barbosa era entusiasta da participação do Brasil na Primeira Guerra Mundial, e o senador Pinheiro Machado, líder de uma coalizão de coronéis rurais, foi assassinado em 1915. A imprensa passava a escrever a favor do sorteio.
Por fim, em 10 de dezembro de 1916, quase nove anos após a aprovação da lei, o primeiro sorteio foi realizado no Quartel-General do Exército em solenidade aberta ao público, com a presença do presidente da República, o ministro da Guerra, Olavo Bilac e outras autoridades. Pelo giro de um globo, com bolinhas numeradas, foram sorteados 152 nomes para o primeiro grupo. O Supremo Tribunal Federal negou alguns pedidos de habeas corpus, decidindo assim pela constitucionalidade da lei. A Igreja Católica também expressou sua aprovação.

## Convocados e insubmissos

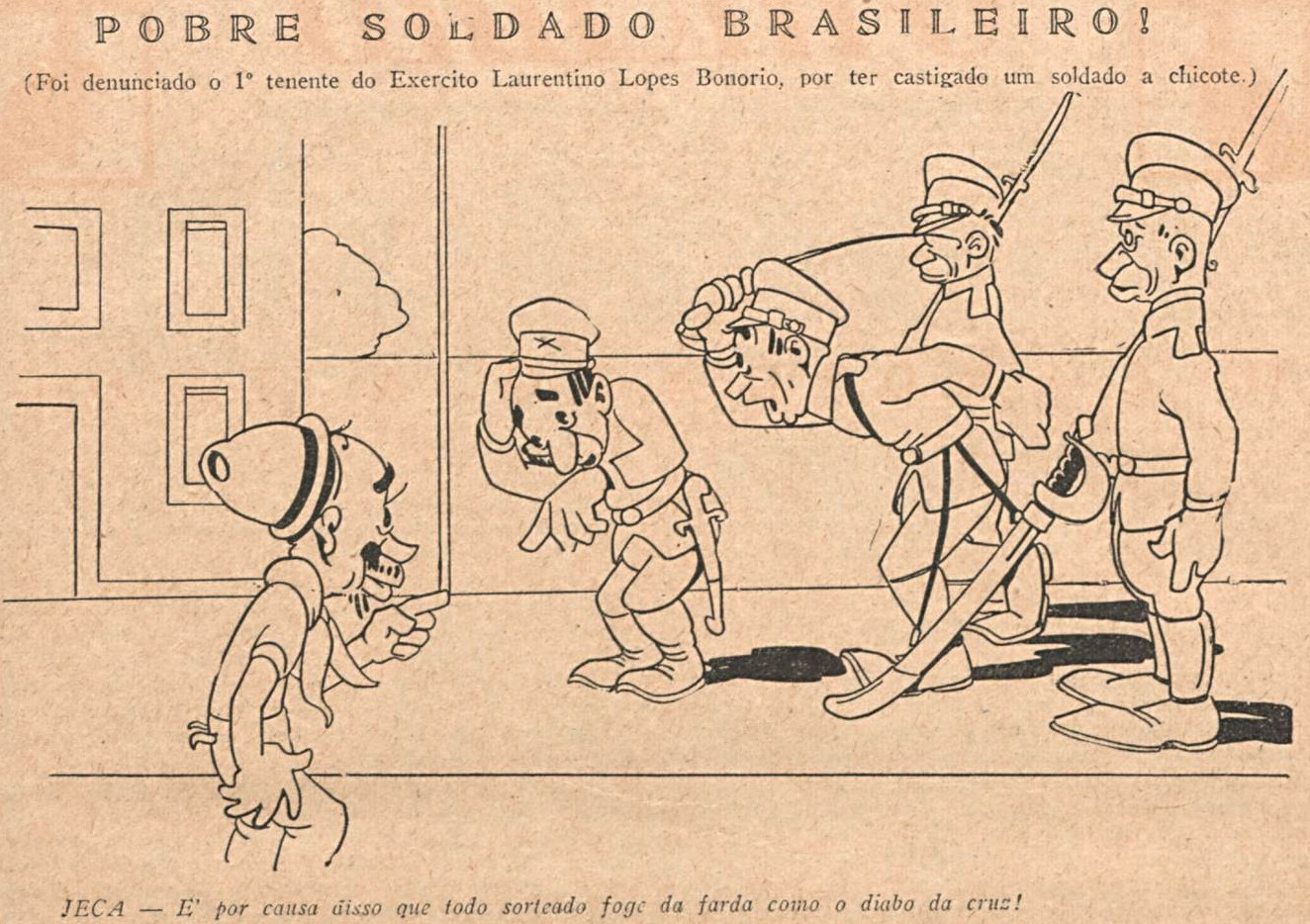
Caricatura de 1927: pelos castigos aos recrutas, “todo sorteado foge da farda como o diabo da cruz!”

O sorteio fundamentou a expansão física do Exército. A força tinha 18 mil homens em 1915, dentro da faixa de 15 a 20 mil em que flutuava no século anterior desde os anos 1830. Como o custo de transportar soldados por grandes distâncias era grande, o treinamento ocorria nas regiões de origem dos soldados, e assim, uma primeira leva de expansão, à época da entrada do país na Primeira Guerra, buscou maior extensão geográfica. Para alojar cada vez mais sorteados e poder convocar reservistas, um grande programa de construção de quartéis começou na gestão de Pandiá Calógeras (1919–1922)  no Ministério da Guerra. O ímpeto de crescimento se manteve. Segundo o ministro da Guerra Eurico Gaspar Dutra, o efetivo chegou a 50 mil homens em 1930 e 93 mil em 1940. Ainda assim, o Brasil tinha um baixo número de soldados per capita.
A expansão ocorria apesar do sistema não funcionar como desejado. Seus proponentes sentiam fracasso. Um enorme número de insubmissos não atendia à convocação. Em 1925, 82% dos convocados pela 1ª Região Militar não compareceram, e dos restantes, 17% eram fisicamente incapazes. Apenas 6% dos convocados foram aproveitados. Instituições comerciais e industriais não forneciam listas de empregados. Os registros de nascimento e óbito eram deficientes, e alguns dos convocados nem mesmo sabiam; a notificação através dos Correios era falha. Nesse caso, era normal serem absolvidos na Justiça. Punir os insubmissos era difícil. Muitos não compareciam por recusa. O recrutamento continuava a ser conduzido com parcialidade, e no interior, era usado como arma nas lutas políticas, pois as juntas locais de alistamento eram dirigidas pelos presidentes das câmaras municipais. As más condições de higiene e alimentação, os baixos soldos e a debilidade da infraestrutura do Exército mantinham a rejeição ao serviço militar na população. Tais condições geravam reservistas antimilitaristas. A resistência passiva da população aumentou em meados dos anos 1920, quando o Exército foi desprestigiado pelas revoltas tenentistas. Em 1928, metade dos praças eram voluntários, não sorteados.
Através do novo sistema, “a seleção dos que entravam se tornou mais criteriosa. Barrou-se o ingresso de ex-presidiários, mendigos, vagabundos e, inclusive, analfabetos nas fileiras. Quanto mais elevada fosse a origem social dos conscritos, melhor para os seletores”. A modernização do Exército exigia um maior nível técnico dos praças. Eles serviam mais perto de casa e eram mais urbanos que a média da população, pois o registro civil era menos completo nas áreas rurais. Nos registros médicos de 1922–1923 os recrutas eram em sua maioria trabalhadores agrícolas, operários e empregados do comércio. Não tinham educação, mas nos anos 1930 e 1940 apenas cerca de 30% eram analfabetos, contra 51,6% da população total no censo de 1940. Devido ao estado sanitário do país, muitos eram incapazes físicos. Os castigos físicos, considerados inadmissíveis para os jovens sorteados, foram suprimidos, mas a violência não sumiu completamente da rotina.
Contrariamente ao esperado pelos defensores do serviço militar obrigatório, não houve nivelamento socioeconômico e os praças continuaram a ser de classe baixa. Os filhos das classes média e alta evadiam-se do serviço por isenções conseguidas de padrinhos locais poderosos, linhas de tiro, voluntariado em manobras do Exército, escolas com treinamento militar e cursos preparatórios para oficiais da reserva. Com boas conexões, um jovem sadio podia ser considerado inapto no exame físico.

## Desenvolvimentos na legislação
Novas legislações surgiram para o serviço militar. A lei de 1908 foi modificada em 1918, um regulamento foi criado por decreto em 1923 e uma nova lei do serviço militar foi aprovada em 1939. Apesar dos apelos patrióticos, somente medidas punitivas resolveram a insubmissão. Um decreto de 1933 exigiu o certificado de serviço militar para a ocupação de cargos públicos. A exigência desse documento foi sendo universalizada, e surgiam novos dispositivos legais para fazer valer o sorteio. A partir de 1945, todos os jovens tinham a obrigação de se apresentar, sob pena de não poderem obter carteira de identidade ou passaporte, exercer cargo público ou “pleitear o reconhecimento de qualquer direito, favor ou prerrogativa com fundamento nas leis trabalhistas”.

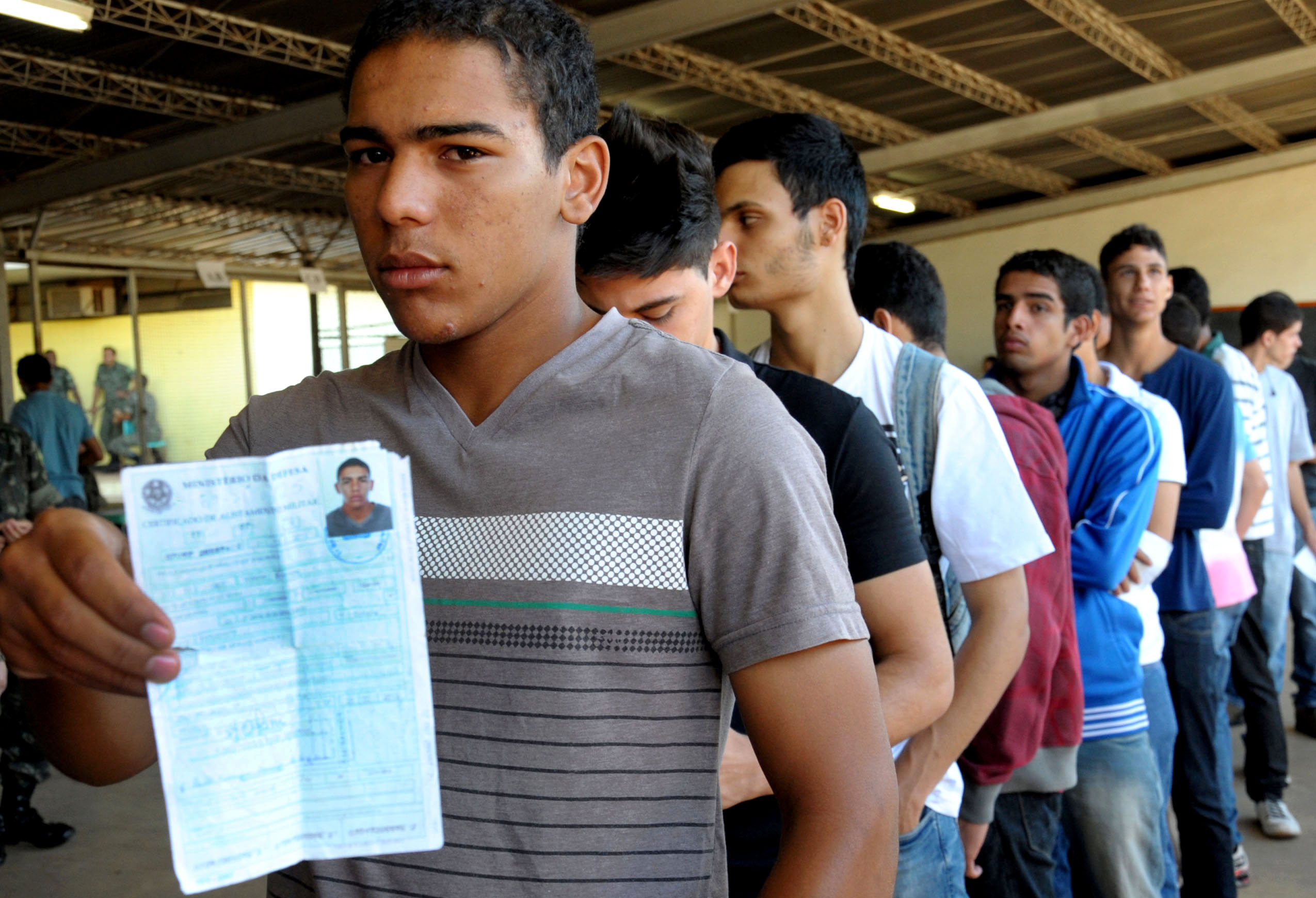
Jovem apresenta o certificado de alistamento na fase de seleção do serviço militar em 2014

Ainda em 1940, o ministro da Guerra considerava o sorteio indispensável, pois faltava vontade patriótica para servir. Além das medidas punitivas, melhoras reais nas condições de trabalho e o avanço da retórica oficial lentamente afastaram a ideia de que o serviço militar era um castigo. A deserção e a criminalidade violenta nas fileiras diminuíram após 1916. Na Segunda Guerra Mundial, os efetivos cresceram a 153.158 praças em 1944; o sorteio mostrou-se capaz de mobilizar uma grande força. A Força Expedicionária Brasileira (1943–1945) foi constituída com voluntários e, como eram insuficientes, por convocados com a melhor seleção possível. O prestígio dos pracinhas confirmou a mudança da reputação dos soldados.
O sorteio havia vigorado de 1916 a 1945; a partir de então, a forma de recrutamento foi a convocação geral da classe, ainda em vigor no século XXI. Toda a classe (os cidadãos nascidos em determinado ano) comparece ao processo do recrutamento, e as autoridades escolhem entre eles os jovens que servirão. O sistema é basicamente o mesmo vigente desde 1916. Entretanto, nos anos 1950 o recrutamento já se tornava mais seletivo, ocorrendo em apenas um quarto dos municípios, à medida que o Exército estava mais técnico. No século XXI, muitos mais jovens são alistados do que os quartéis incorporam. Em 2009, eram 1,6 milhões de alistados para 80 mil incorporados às Forças Armadas.

## Consequências

### Para a carreira militar

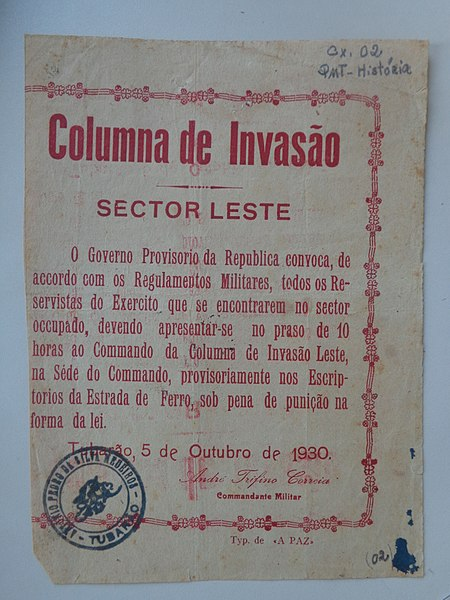
Convocação de reservistas durante a Revolução de 1930

O serviço militar obrigatório mudou o paradigma de um Exército profissional ao da “nação armada”. Não se desejava mais o soldado profissional, “que de profissional só tinha o fato de permanecer longos anos na caserna”. Até então os soldados serviam até a expulsão ou final da carreira. O tempo de serviço era de três anos em 1891, mas os soldados podiam renovar seu reengajamento até os 20 anos de serviço. Os incorporados tinham idades diversas e chegavam em pequenos números no ano inteiro. Os graduados (cabos, sargentos e subtenentes) vinham da promoção de soldados, e alguns dos oficiais eram praças promovidos.
Com o sorteio, o efetivo foi dividido num permanente, primeiramente de oficiais de carreira e secundariamente de praças engajados, e num variável de praças que retornavam à vida civil após um curto período de serviço. Os incorporados eram jovens e chegavam simultaneamente, facilitando a socialização. Voluntários ou sorteados serviam por períodos de dois anos, podendo em seguida reengajar com determinadas condições, e ficavam na reserva após o serviço na ativa. A figura do praça profissional não desapareceu completamente, pois o Exército precisava de um núcleo de soldados experientes e surgia uma nova figura, o sargento instrutor. A Guarda Nacional, vestígio de um serviço militar separado do Exército, foi extinta em 1918 como consequência lógica do alistamento universal. Paralelamente ao conceito da “nação em armas”, havia o projeto elitista da profissionalização do corpo de oficiais. O acesso dos praças ao oficialato foi aos poucos reduzido, especialmente durante o Estado Novo.

### Para a instituição
A Lei do Sorteio foi um dos marcos da transformação do Exército no início da República, com importantes efeitos institucionais e políticos. Para o historiador José Murilo de Carvalho, o alistamento universal foi a mais importante das várias facetas da “intensa luta do Exército para se tornar organização nacional capaz de efetivamente planejar e executar uma política de defesa no seu sentido amplo” durante a Primeira República. Junto a outras medidas, como a formação de oficiais da reserva (na qual participava a classe alta), havia um novo modelo de organização militar. O Exército não era mais fechado sobre si, recebendo de fora alguns recrutas sem devolvê-los à vida civil, mas agora tinha vários canais de entrada e saída e podia influenciar a sociedade pelo treinamento e socialização dos reservistas. Os rebeldes tenentistas dos anos 1920 ganharam uma justificativa sociológica para a ideia do “soldado-cidadão”, pois agora podiam argumentar que a força representava o povo. O “partido fardado” tornou-se mais forte e engajado na política e teve maior capacidade de impor sua visão de mundo na sociedade.
O relacionamento do Exército com a sociedade foi alterado, introduzindo-o à esfera privada da família e às partes mais remotas do território nacional. O desenvolvimento de sua estrutura burocrática  a partir do final dos anos 1910 permitiu alcançar os indivíduos até então invisíveis ao Estado. Os efetivos cresceram gradativamente, causando “um processo lento e silencioso de acumulação de capital político por parte do Exército e, por extensão, do poder central, em detrimento das plutocracias locais e regionais”. A nível nacional, isso acabou permitindo o Estado Novo. O Estado tomou o lugar dos coronéis locais como patrono dos pobres honrados. A inclusão de uma proporção maior da população no serviço militar legitimou os programas sociais e a política eleitoral mais inclusiva do populismo, ao mesmo tempo que os militares ganharam a força suficiente para exercer o poder autoritário.
À época da implantação, previa-se para a Marinha um sorteio mais restrito, alcançando, além das escolas da Marinha, a Marinha Mercante, pois o serviço naval exige experiência na área. Na prática a Marinha e a Força Aérea Brasileira, criada em 1941, demoraram décadas para aproveitar a conscrição. Na virada do século XXI, a proporção de conscritos na Marinha e Aeronáutica era muito menor do que no Exército.
A missão cívica do serviço militar obrigatório foi abraçada ao longo do século pela oficialidade como uma das funções da instituição. No final do século XX e início do século XXI, diante da tendência mundial da adoção do serviço militar voluntário, ocorrida mesmo em países vizinhos como a Argentina, o Exército Brasileiro gradualmente diminuiu a dependência nos conscritos e tentou aumentar o núcleo-base, ou seja, os soldados que optam permanecer por mais de um ano. Ainda assim, o consenso no governo brasileiro permaneceu favorável à conscrição. A Estratégia Nacional de Defesa, aprovada em 2008, manteve a definição do serviço militar obrigatório como nivelador das classes sociais, mesmo não correspondendo à realidade do recrutamento, ainda mais com os percentuais muito baixos de incorporação. Os argumentos usados em sua defesa são os mesmos formulados à época da Lei do Sorteio, um século antes, tais como a educação das massas e a nação em armas. Os procedimentos pedagógicos na formação dos recrutas estão de acordo com o que pretendiam Olavo Bilac, os Jovens Turcos e a Liga da Defesa Nacional, buscando moldar um “corpo dócil, neutro politicamente, porém, ordeiro, produtivo e patriótico”.

### Citações
1. ↑  Sena 1995, p. 23.
2. ↑  Encarnação Filho 2007, p. 33.
3. ↑  Kuhlmann 2001, p. 57-58.
4. ↑  Rodrigues 2006, p. 52-54 e 61-62.
5. 1 2  Kuhlmann 2001, p. 58.
6. ↑  Peregrino 1955, p. 270.
7. ↑  Mendes 1998.
8. 1 2  Mendes 1999.
9. ↑  Kraay 1999.
10. ↑  Ferreira 2014, p. 60, 130.
11. ↑  Almeida 2010, p. 156 e 158.
12. 1 2  Kuhlmann 2001, p. 60.
13. 1 2  Ferreira 2014, p. 60.
14. ↑  Ferreira 2014, p. 148.
15. ↑  Santos 2020, p. 447.
16. ↑  Santos 2020, p. 448.
17. ↑  Kraay 1999, p. 115.
18. ↑  Kraay 1999, p. 135-136.
19. ↑  Guarese 2017, p. 35.
20. ↑  Kraay 1999, p. 134.
21. 1 2  Prieto 2001.
22. 1 2  Ferreira 2014, p. 52-57.
23. ↑  Castro 2012, p. 54.
24. ↑  Lima 2010, p. 24-25.
25. ↑  Sena 1995, p. 25-26.
26. ↑  Gonzales 2008, p. 105-106.
27. ↑  Kraay 1999, p. 127.
28. ↑  Kraay 1999, p. 130-133.
29. ↑  Guarese 2017, p. 24-25.
30. ↑  Santos 2020, p. 455.
31. ↑  Kraay 1999, p. 135.
32. ↑  Santos 2020, p. 449-450.
33. ↑  Santos 2020, p. 459.
34. 1 2  Kraay 1999, p. 137.
35. ↑  Santos 2017, p. 135.
36. ↑  Mendes 1999, p. 267.
37. ↑  Souza 2014, p. 238.
38. ↑  Mendes 1999, p. 268-269.
39. ↑  Kuhlmann 2001, p. 59.
40. ↑  Beattie 1996, p. 446.
41. ↑  Guarese 2017.
42. ↑  Souza 2014, p. 246-248.
43. 1 2 3  McCann 2009, p. 131.
44. ↑  Encarnação Filho 2007, p. 34.
45. ↑  Sena 1995, p. 25.
46. ↑  Ferreira 2014, p. 62-65.
47. 1 2  Knevitz 2021.
48. ↑  Castro 2012, p. 55-57.
49. ↑  Ferreira 2014, p. 27-28.
50. ↑  McCann 2009, p. 140.
51. 1 2  Ferreira 2014, p. 65.
52. ↑  Peregrino 1955, p. 273.
53. ↑  Ferreira 2014, p. 65 e 105.
54. ↑  Pedrosa 2018, p. 134-135.
55. 1 2 3  McCann 2009, p. 140-141.
56. ↑  Rodrigues 2006, p. 64-65.
57. ↑  Gonzales 2008, p. 128.
58. ↑  Sena 1995, p. 28-30.
59. ↑  Castro 2012, p. 70-71.
60. ↑  McCann 2009, p. 227-228.
61. 1 2 3  Sena 1995, p. 30.
62. ↑  Rosa 2016, p. 50-51.
63. ↑  Rosa 2016, p. 34-36.
64. 1 2  McCann 2009, p. 165.
65. 1 2  Castro 2012, p. 71-72.
66. ↑  McCann 2009, p. 229.
67. 1 2  Beattie 1996, p. 455.
68. ↑  McCann 2009, p. 151.
69. ↑  Gonzales 2008, p. 132-133.
70. ↑  Ferreira 2014, p. 66.
71. ↑  Ferreira 2014, p. 71 e 83.
72. ↑  Ferreira 2014, p. 106.
73. ↑  Rosa 2016, p. 26.
74. ↑  Almeida 2010, p. 156-157.
75. ↑  Ferreira 2014, p. 83.
76. ↑  Ferreira 2014, p. 173.
77. ↑  Ferreira 2014, p. 69-70.
78. ↑  Beattie 1996, p. 451.
79. ↑  Ferreira 2014, p. 63-64 e 83-88.
80. ↑  Rosa 2016, p. 25-31.
81. ↑  Ranquetat Júnior 2011.
82. ↑  Oliveira 2009.
83. ↑  Ferreira 2014, p. 64-65.
84. ↑  Lima 2010, p. 28.
85. ↑  Rosa 2016, p. 29.
86. ↑  Castro 2012, p. 55-56.
87. ↑  Ferreira 2014, p. 84.
88. ↑  Ferreira 2014, p. 86-87.
89. ↑  McCann 2009, p. 221-222.
90. ↑  Kuhlmann 2001, p. 75-76.
91. ↑  Lima 2010, p. 43-44.
92. ↑  McCann 2009, p. 141.
93. ↑  Rosa 2016, p. 34.
94. 1 2 3 4 5  Castro 2012, p. 56-78.
95. ↑  Marques 2011.
96. ↑  Lima 2010, p. 44-46.
97. ↑  Beattie 1996, p. 452-455.
98. ↑  Rosa 2016, p. 42.
99. ↑  Ferreira 2014, p. 64.
100. ↑  Ferreira 2014, p. 69.
101. ↑  Castro 2012, p. 74.
102. ↑  Ferraz 2021, p. 141.
103. ↑  Carvalho 2006, p. 78.
104. ↑  McCann 2009, p. 222-230.
105. ↑  Ranquetat Júnior 2011, p. 10.
106. ↑  Oliveira 2012.
107. ↑  McCann 2009, p. 280.
108. ↑  McCann 2009, p. 230-231.
109. ↑  Beattie 1996, p. 462-464.
110. ↑  Castro 2012, p. 78-79.
111. ↑  Rosa 2016, p. 47.
112. 1 2 3  McCann 2009, p. 235.
113. ↑  McCann 2009, p. 226.
114. ↑  Kraay 1999, p. 117.
115. ↑  McCann 2009, p. 235-237 e 329-330.
116. 1 2 3  Kuhlmann 2001, p. 68.
117. 1 2 3  McCann 2009, p. 234-235.
118. ↑  Castro 2012, p. 79-80.
119. 1 2  McCann 2009, p. 296.
120. 1 2  Carvalho 2006, p. 24.
121. ↑  Ferraz 2021, p. 145-146.
122. ↑  McCann 2009, p. 355.
123. 1 2  McCann 2009, p. 300.
124. 1 2 3  Ferreira 2014, p. 283.
125. ↑  Ferreira 2014, p. 312-313.
126. 1 2 3  Beattie 1996, p. 468.
127. ↑  McCann 2009, p. 296-298.
128. ↑  Ferraz 2021, p. 145.
129. ↑  Ferraz 2021, p. 144.
130. ↑  McCann 2009, p. 234.
131. ↑  Gonzales 2008, p. 100.
132. ↑  Castro 2012, p. 81-82.
133. ↑  Savian 2023, p. 76-77.
134. ↑  Beattie 1996, p. 466-470.
135. ↑  Ferraz 2021, p. 152-153.
136. ↑  Beattie 1996, p. 470.
137. ↑  Souza 2017, p. 26.
138. ↑  Kuhlmann 2001, p. 68 e 176.
139. ↑  Lima 2010, p. 59.
140. 1 2  McCann 2017, p. 74.
141. ↑  McCann 2009, p. 553.
142. ↑  Lima 2010, p. 59 e 67.
143. ↑  Peregrino 1955, p. 278.
144. 1 2  Ferreira 2014, p. 313.
145. 1 2  Carvalho 2006, p. 76-78.
146. ↑  Guarese 2017, p. 54-55.
147. ↑  Peregrino 1955, p. 271.
148. ↑  McCann 2009, p. 12.
149. ↑  Savian 2023, p. 53-54.
150. ↑  Ferreira 2014, p. 212-215.
151. ↑  Lima 2010, p. 43.
152. ↑  Carvalho 2006, p. 78-80.
153. ↑  Ferreira 2014, p. 68.
154. ↑  Carvalho 2006, p. 59.
155. ↑  Carvalho 2006, p. 77.
156. ↑  Carvalho 2006, p. 39.
157. ↑  Kuhlmann 2001, p. 76.
158. ↑  McCann 2009, p. 10.
159. ↑  Ferreira 2014, p. 94.
160. ↑  Beattie 1996, p. 472.
161. ↑  O Paiz, 10 de dezembro de 1916.
162. ↑  Kuhlmann 2001, p. 78.
163. ↑  Pedrosa 2018, p. 118.
164. ↑  Kuhlmann 2001, p. 51-52 e 90-94.
165. ↑  Lima 2010, p. 59-62 e 73-74.